# Berryz工房コンサートツアー 2007夏 〜ウェルカム!Berryz宮殿〜
『Berryz工房コンサートツアー 2007夏 〜ウェルカム!Berryz宮殿〜』（ベリーズこうぼうコンサートツアー にせんなななつ 〜ウェルカム!ベリーズきゅうでん〜）は、2007年8月11日から9月8日まで開催されたBerryz工房のコンサートツアーである。　メンバーのラジオ番組の発言により、当ツアーからアンコールの掛け声が「Berryz行くべ」に変わった。　

## 日程
- 8月11日・12日 ハーモニーホール座間
- 8月17日・18日・19日 中野サンプラザ
- 8月21日 静岡市民文化会館
- 8月25日・26日 大阪厚生年金会館 大ホール
- 8月28日 Zepp Sendai
- 8月30日 Zepp Sapporo
- 9月1日・2日 愛知厚生年金会館 （熊井は高熱の為欠場）
- 9月8日 Zepp Fukuoka

## DVD
『Berryz工房コンサートツアー 2007夏 〜ウェルカム!Berryz宮殿〜』（2007年10月31日）
1. サヨナラ激しき恋
2. マジ夏すぎる
3. 告白の噴水広場
4. 夢で ドゥーアップ
5. 素肌ピチピチ
6. スプリンター! （歌：清水佐紀･夏焼雅）
7. 私がすることない程 全部してくれる彼 （歌：嗣永桃子･菅谷梨沙子）
8. 笑っちゃおうよ BOYFRIEND
9. ジリリ キテル
10. 夏わかめ
11. 思い立ったら 吉でっせ! （歌：徳永千奈美･須藤茉麻･熊井友理奈）
12. 夏 Remember you （歌：夏焼雅）
13. 愛のスキスキ指数 上昇中
14. 蝉
15. 21時までのシンデレラ
16. VERY BEAUTY
17. 恋の呪縛
18. 友情純情 oh 青春
19. なんちゅう恋をやってるぅ YOU KNOW?
20. ハピネス〜幸福歓迎!〜
21. スッペシャル ジェネレ〜ション
22. 青春大通り

- 他に特典映像としてバックステージ映像が収録されている。
- 別売りで各メンバーをソロアングルで収録したDVDがFC通販限定で各メンバーごとに販売された。

## 写真集
- Berryz工房 2007夏ライブ写真集 『ウェルカムBerryz宮殿』 （2007年10月4日、東京ニュース通信社）[3]